# 怪盗レッド
『怪盗レッド』（かいとうレッド）は、秋木真による日本の児童文学・冒険小説のシリーズ。挿絵は晴野しゅー（「しゅー」名義）、丹地陽子（一部外伝作品）。角川つばさ文庫（角川書店→KADOKAWA）より2010年2月から刊行されている。2020年6月時点で累計発行部数は120万部を突破している。
宗田理の『ぼくらシリーズ』とのコラボ作品も刊行されている他、中国でも『怪盗RED』と題した翻訳版が出版されている。
同じ作者によるスピンオフ作品『少年探偵 響』（しょうねんたんてい ひびき）についても、本項で解説する。当該作品は『怪盗レッド』の前日譚にあたり、世界観と一部の登場人物を共有している。他にも『探偵七音はあきらめない』（たんていなおはあきらめない）という、スピンオフもある。

## あらすじ

### 怪盗レッド
とある街に住む少女・紅月飛鳥（アスカ）は幼くして母親と死別し、現在は料理人の父と共に暮らしている。中学入学を控えた春休みのある日、紅月家にアスカと同い年の従弟・紅月圭（ケイ）とその父が引っ越してくる。そしてアスカとケイは、家業である義賊を継ぎ「怪盗レッド」として活動するよう父親達に命じられる。世間を騒がせている義賊「怪盗レッド」の正体は実はアスカの父とケイの父で、アスカ達は事実上の二代目にあたるのだった。
実は二人とも幼少期から怪盗の活動に備えた英才教育を受けており、活発な性格のアスカは常人離れした身体能力を、IQ200の頭脳を生まれ持ったケイはハッキングや情報収集のスキルを、英才教育の賜物としてそれぞれ兼ね備えていた。二人はその能力を駆使して、日常生活の傍ら義賊として活動し、様々な悪人との闘いに身を投じていくことになる（以上、1巻まで）。
中学入学後、アスカとケイは、昼間は二人の秘密を知らない友達と共に普通の中学生として過ごしていた。一方、夜中に怪盗として活動する中で、中学生探偵・白里響（2巻）や正体不明の大怪盗・怪盗ファンタジスタ（4巻）などの様々な人物と邂逅し、友人関係やライバル関係を築いていった。そんなある日アスカとケイは、怪盗ファンタジスタが関わった事件で巨大な犯罪組織と対峙する（4-5巻）。後に二人は叔母の美華子から、その組織が「タキオン」という名前であること・タキオンが世界中の多数の犯罪に関わっていること・今は亡きアスカ・ケイの母親たちも初代怪盗レッドと共にタキオンを潰すべく戦っていたことを聞かされる。アスカ達はタキオンを倒すべき宿敵と定め、これまで以上に危険な領域で悪と戦うことを誓う（7巻）。春休みに入り、ファンタジスタによってフラワーヴィレッジ城へ招待されたアスカとケイはタキオンとの全面対決に臨むが、ファンタジスタは自身の姉である花里琴音を庇い、タキオンの幹部であるファルコンと一緒に崖から落ちて消息不明になってしまう（10巻）。
怪盗レッドを継いでから一年後、アスカとケイは二年生に進級し、白里奏や宝条有栖、そして盗賊組織ラドロと出会う（11-13巻）。ラドロと協力関係を結んだアスカ達は、生きていた怪盗ファンタジスタやその部下マサキとも協力しつつ、ケイと同じ研究室に通う宇佐美桜子、さらには白里響やその幼馴染の深沢七音らの支援も得てタキオンの計画を阻止し、より一層タキオンとの因縁を深める（14-16巻）。そんな中、突如奏を追いかけてタキオンの大拠点へと潜入することとなったアスカは、タキオンのボスであるノア・ガーネットと接触する（17巻）。
ある日、アスカ達の通う学校に、ノアにそっくりな緋笠アリーという中学3年生が転校してくる。アスカは彼女と親交を深めるが、タキオンのフロント企業コンクェストが関わった事件でノアとアリーが双子の兄妹であることが判明し、アスカはアリーとの友人関係とタキオンとの敵対関係の間で逡巡する（18-22巻）。

## 登場人物

### 主人公
紅月 飛鳥 / アスカ
主人公・語り手。中学1年生（第11巻からは2年生）。二代目怪盗レッドの実働担当を務める少女。
明るく活発で、直情的な性格。体を動かすことが好き。勉強が苦手で頭はあまり良くないと自認しているが、非常に優れた身体能力と直感の持ち主。
運動神経が抜群なことから数多くの運動部に助っ人として参加していたが、ケイの後押しもあって現在は演劇部に所属している。
ケイと出会った当初は喧嘩続きだったが、徐々に互いを理解するようになる。誕生日は7月20日。
紅月 圭 / ケイ
アスカと同い年の従弟。二代目怪盗レッドの作戦立案・ナビ担当を務める少年。
IQ200の天才的な頭脳を持ち、幼い頃から数学やコンピュータの扱いを得意としている。プロの研究者とも繋がりがあり、その頭脳ゆえに特例として、中学生ながら大学で素粒子物理学の研究に携わっている。極度の乗り物酔い体質で、電車や自転車程度の揺れでも気分を悪くする。
いつもは無口・毒舌かつ無愛想、表情もほとんど変わらない。（アスカいわく鉄仮面）一人称は「ぼく」。しかし怪盗レッドとして活動する時には自信に満ち大人びた性格となり、一人称も「おれ」に変わる。誕生日は1月23日。

### アスカ達の周りの人々
氷室 実咲
アスカの幼馴染。しっかり者で、小学生の頃からのアスカの友達。四角い眼鏡をかけている。選挙を勝ち抜き、折原詩織の後を継いで中等部生徒会長となっている。誕生日は12月6日。
春川 優月
アスカ、ケイ、実咲のクラスメイト。家庭科部員で、よく演劇部の衣装を頼まれている。家庭科部のエース。
瀬上 水夏
アスカの友達。演劇部員。部長の幸村涼香を尊敬している。現在は演劇部副部長としても活躍している。
白里 響
有名な少年探偵。初登場時は中学3年生だが、13巻以降は高校生になり大人びた容姿に成長している。『少年探偵 響』では小学6年生として登場し、主人公を務める。
優秀な頭脳と身体能力を併せ持ち、未成年・民間人ながら警察の捜査に参加している。初登場時はアスカを罠にかけて逮捕寸前まで追い詰め、その後も怪盗レッドを追い続けている。アスカ達とは互いにライバルの関係だが、状況に応じて協力もする。
タキオンの罠によって父である白里弦を撃った犯人として指名手配された時は、怪盗レッドと深沢七音の協力で『怪盗レッド』では珍しい推理シーンを披露し、自らの無実を証明した。誕生日は5月3日。
白里 奏
白里響の妹で、アスカ達の1学年下の後輩。アスカを慕っており、走ってアスカに抱きついては実咲に注意されている。響と同じく頭脳明晰だが、理詰めで思考する響とは対照的に、自由な発想で先の読めない行動を取る。
逃走経路を突き止めてまで怪盗レッドと接触したり、祖母の遺品を取り戻すためにタキオンの大拠点へと乗り込むなど、行動力が非常に高い。実はラドロとの繋がりがあり、響が指名手配された際はラドロに助けを求めている。
花里 琴音
花里グループの跡取り娘。大学生。響の幼なじみで、過去に誘拐された時に当時小学校低学年だった響が助けに来てくれたことがある。都市伝説が好きで恭也によく怖い話を聞かせていた。
折原 詩織
アスカ達が中学1年生の時の生徒会長。初登場時は中学3年生。背中まで届く長い黒髪を持つ。その厳格さとクールさから氷の女王（）の異名を持つ。高等部への進級後も生徒会関連の仕事をしている。
幸村 涼香
アスカ達が中学1年生の時の演劇部部長。初登場時は中学3年生。明るい色の髪をショートボブにしている。
東条 秋穂
折原詩織と幸村涼香の友達。「稲穂」という名前の犬を飼っている。
清瀬 理央
伝説の生徒会長。ボーイッシュな美人。初登場時は高校2年生。アスカ達が通う私立春ケ丘学園の自由な校風を作り上げた。
怪盗レッドの大ファンで、趣味が高じて「怪盗部」というファンクラブ紛いの部活動を立ち上げ、部長を務めている。大企業「清瀬グループ」の社長令嬢であり、社会勉強として父親の秘書をしている。
沢橋 大貴
怪盗部部員。清瀬 理央の親友。スポーツ万能。
沖原 健人
怪盗部部員。清瀬 理央の親友。学年トップ3の秀才。
中宮 花梨
見神島でただ一人の巫女。見神島の旅館「見神旅館」で仲居さんの仕事をしている。高校生。アスカと連絡先を交換していて、一緒に出かけたことがある。
緋笠 アリー
中学3年生の転校生。日本人とフィンランド人のハーフで、タキオンのボスと顔が似ている。正体はタキオンのボスであるノア・ガーネットの双子の妹で、本名はアリーヤ・ガーネット。
紅月 翼
アスカの父で、初代怪盗レッドの実行担当。現在は料理人として働いている。武道の達人で、小さい頃からアスカに怪盗活動のトレーニングを積ませてきた。
紅月 圭一郎
ケイの父で、初代怪盗レッドの作戦立案担当。現在はシステムエンジニアとして働いている。普段は温厚で物静かだが、怪盗レッドの話題になるとケイと同じく人格が豹変し、異様にハイテンションになる。
幼少期のケイがいじめに遭っていたことに気づけず、自責の念を抱いている。
紅月 美華子
アスカとケイの伯母で、初代怪盗レッドの情報収集担当。現在は貿易会社を経営しつつ、兄たちと袂を分かちタキオンに対抗する方法を探っている。アスカたちの街にアンティーク店を経営している。
紅月 美緒 【旧性・黄瀬】、紅月 杏子 【旧性・緑谷】
アスカの母・ケイの母。アスカとケイが幼かった頃、海外旅行中に事故死した。生前は夫たちの活動に協力し、タキオンの調査をしていた。不慮の事故でアスカとケイが若いうちに亡くなってしまう。

### タキオン
ファルコン
タキオンの幹部。身長190cm以上の大巨漢。戦闘力はアスカやマサキを圧倒するほど。フラワーヴィレッジ城での事件でファンタジスタと共に崖から落ち、しばらく生死不明だったが、後に傷を負いながらも生きていることが判明した。
ニック・アークライト
タキオンの幹部で、その中でもリーダー的な存在。タキオンをバックに持つ世界的貿易会社「コンクェスト」の幹部でもある。元はレオン・ガーネットの養子。ノア・ガーネットとアリーヤ・ガーネットの血縁のつながっていない兄。
マシュー・キートン
タキオンの最高顧問。コンクェストのCEO。忍者のようにクナイや手裏剣を使う。
藤堂 伊織
タキオンの幹部で、元・武術顧問。棍術の達人。
ゼス
タキオンの幹部。ハッキングやロボットのプログラム作成などもできるコンピュータの達人。ケイとハッキングで実力が互角。
エメラ
タキオンの幹部。投げナイフの使い手。アリーヤ・ガーネットの護衛をしていた。元、タキオンの敵対組織のエース。
ノア・ガーネット
タキオンの今のボス。ニック・アーライトとボス争いをしていた。
レオン・ガーネット
　　タキオンの先代ボス。ノア・ガーネットとアリーヤ・ガーネット（緋笠 アリー）の父親。

### 盗賊組織ラドロ
織戸恭也 / 怪盗ファンタジスタ
世界的な大怪盗の青年。表の顔は「KYOYA」の名義で活動する天才人気マジシャン。本名は「花里恭也」であり、自分を捨てた花里家への復讐として花里家の家宝を狙っていた。
初登場時はタキオンの幹部だったが、フラワーヴィレッジ城での事件で姉の花里琴音、祖父の花里源一郎を庇ってファルコンと共に崖から落下し、生死不明となる。その後、部下のツバキに助けられて一命を取り留め、リハビリを終えた後にアスカと再会する。
その後はタキオンを抜け、初代ファンタジスタ(アルフォンス)に拾われてラドロに所属することになる。マサキと前述のツバキという2人の部下がいる。
宝条 有栖
小学生の天才画家。ラドロの幹部の一人。大人びた価値観と高い知能の持ち主で、人を口車に乗せるのが得意。
サクス
ラドロのメンバーで有栖の護衛をしている。毒針の使い手。ラドロの幹部の1人。
アルフォンス / 初代ファンタジスタ
ラドロのボス。侮れない人物。
アラン
アルフォンスの執事。ツバキの父親。
マサキ
恭也の忠実な配下。男性。孤児だった頃に恭也に拾われた。変装や料理が上手く、器用でよく恭也にオムライスを作る。アスカたちの中学校に生徒会選挙で氷室 実咲と変装して戦ったこともある。とある事件で知り合った宇佐美桜子とは連絡先を交換しており、度々協力して行動する。桜子からSOSのメールが来たときは得意な料理を失敗してしまっている。
ツバキ
恭也の忠実な配下。モデルのようなプロポーションの女性。マサキとは反りが合わず、よく喧嘩している。隠密行動が得意。

### その他の人物
宇佐美 桜子
ケイと同じ大学の研究室に所属する女子高校生。ケイと同じく、天才的な頭脳を認められ、特例扱いで大学の研究室で素粒子物理学の研究に携わっている。
初登場時は自分より年下ながら自分より頭が良く、さらに自分と違って友達がいるケイに嫉妬していたが、後に和解した。とある事件でマサキと知り合い、持ち前の頭脳を生かしてマサキと共にタキオンの計画を阻止するなどの活躍を見せている。
花里 源一郎
花里琴音の祖父。タキオンに対抗する勢力を秘密裏に支援している。
白里 弦
白里響・奏の父親。警視総監。タキオンの陰謀により殺されかかるが、アスカや響の活躍により一命を取り留める。
深沢 七音
響のライバルを名乗る高校生探偵。『少年探偵 響』の登場人物で、初登場時は小学6年生だった。
『怪盗レッド』には成長した高校生の姿で登場。ドイツから帰ってきた後、桜子と同じ高校になる。響が指名手配された時は怪盗レッドと協力した。
何故かいつもスタンガンを持ち歩いている。
朝永 咲希・倉田 静乃
いずれも『少年探偵 響』の登場人物。咲希は響の助手、静乃はサポーターの関係にあたる。『怪盗レッド』には名前のみ登場。
猿渡警部
『少年探偵 響』の登場人物。響と七音の昔からの知り合いの刑事。響を信頼していて、『怪盗レッド』にも登場し、響が指名手配された時は捜査に参加することが出来なかった。

## 既刊一覧

### 本編
| 作数       | 書名                                                                 | 初版発行日     | ISBN              |
| ---------- | -------------------------------------------------------------------- | -------------- | ----------------- |
| 1          | 怪盗レッド（1） 2代目怪盗、デビューする☆の巻                         | 2010年2月15日  | 978-4-04-631070-5 |
| 2          | 怪盗レッド（2） 中学生探偵、あらわる☆の巻                            | 2010年5月13日  | 978-4-04-631098-9 |
| 3          | 怪盗レッド（3） 学園祭は、おおいそがし☆の巻                          | 2010年9月13日  | 978-4-04-631122-1 |
| 4          | 怪盗レッド（4） 豪華客船で、怪盗対決☆の巻                            | 2011年3月18日  | 978-4-04-631141-2 |
| 5          | 怪盗レッド（5） レッド、誘拐される☆の巻                              | 2011年9月13日  | 978-4-04-631184-9 |
| 6          | 怪盗レッド（6） 偽レッド、あらわる☆の巻                              | 2012年3月13日  | 978-4-04-631231-0 |
| 7          | 怪盗レッド（7） 進級テストは、大ピンチ☆の巻                          | 2012年8月9日   | 978-4-04-631257-0 |
| 8          | 怪盗レッド（8） からくり館から、大脱出☆の巻                          | 2013年2月13日  | 978-4-04-631296-9 |
| 9          | 怪盗レッド（9） ねらわれた生徒会長選☆の巻                            | 2013年8月8日   | 978-4-04-631338-6 |
| 10         | 怪盗レッド（10） ファンタジスタからの招待状☆の巻                     | 2014年4月15日  | 978-4-04-631392-8 |
| 11         | 怪盗レッド（11） アスカ、先輩になる☆の巻                             | 2015年3月15日  | 978-4-04-631105-4 |
| 12         | 怪盗レッド（12） ぬすまれたアンドロイド☆の巻                         | 2015年10月15日 | 978-4-04-631394-2 |
| 13         | 怪盗レッド（13） 少年探偵との共同作戦☆の巻                           | 2017年3月15日  | 978-4-04-631669-1 |
| 14         | 怪盗レッド（14） 最強の敵からの挑戦状☆の巻                           | 2018年3月15日  | 978-4-04-631775-9 |
| 15         | 怪盗レッド（15） 最高のパートナーを信じろ☆の巻                       | 2018年7月14日  | 978-4-04-631776-6 |
| 16         | 怪盗レッド（16） 宿命のライバルを救え☆の巻                           | 2019年3月15日  | 978-4-04-631892-3 |
| 17         | 怪盗レッド（17） 奇岩の城へ大潜入☆の巻                               | 2019年12月13日 | 9784-04-631956-2  |
| 18         | 怪盗レッド（18） 銀色の髪の転校生☆の巻                               | 2020年6月12日  | 978-4-04-631957-9 |
| 19         | 怪盗レッド（19） 夏の旅行はキケンの香り☆の巻                         | 2021年6月9日   | 978-4-04-632048-3 |
| 20         | 怪盗レッド（20） パートナーからのSOS☆の巻                            | 2022年3月9日   | 978-4-04-632049-0 |
| 20(特装版) | 怪盗レッド（20） 公式ファンブックつき特装版 パートナーからのSOS☆の巻 | 2022年3月9日   | 978-4-04-632155-8 |
| 21         | 怪盗レッド（21） 通りすがりの救世主☆の巻                             | 2022年7月13日  | 978-4-04-632171-8 |
| 22         | 怪盗レッド（22） 家族の絆は、うばえない☆の巻                         | 2022年12月14日 | 978-4-04-632201-2 |
| 23         | 怪盗レッド（23） 織戸恭也のひそかな想い☆の巻                         | 2023年3月8日   | 978-4-04-632227-2 |
| 24         | 怪盗レッド（24） うつくしき爆破犯を追え☆の巻                         | 2023年9月13日  | 978-4-04-632245-6 |
| 25         | 怪盗レッド（25） ケイ、倒れる☆の巻                                   | 2024年3月13日  | 978-4-04-632277-7 |
| 26         | 怪盗レッド（26） 2つの怪盗チーム、翔ける☆の巻                        | 2024年12月11日 | 978-4-04-632322-4 |
| 27         | 怪盗レッド (27) ピンチ！敵だらけの豪華列車☆の巻                      | 2025年3月12日  |                   |

### 外伝

#### 少年探偵 響
| 作数 | 書名                                            | 初版発行日     | ISBN              |
| ---- | ----------------------------------------------- | -------------- | ----------------- |
| 1    | 少年探偵 響（1） 銀行強盗にたちむかえ！の巻     | 2016年4月15日  | 978-4-04-631548-9 |
| 2    | 少年探偵 響（2） 豪華特急で駆けぬけろ！の巻     | 2016年10月15日 | 978-4-04-631549-6 |
| 3    | 少年探偵 響（3） 夜の学校で七不思議!?の巻       | 2017年6月15日  | 978-4-04-631701-8 |
| 4    | 少年探偵 響（4） 記憶喪失の少女のナゾ!?の巻     | 2017年10月15日 | 978-4-04-631738-4 |
| 5    | 少年探偵 響（5） 探偵の助手を救いだせ！の巻     | 2018年10月15日 | 978-4-04-631845-9 |
| 6    | 少年探偵 響（6） 嵐の夜の山荘で!?の巻           | 2019年7月15日  | 978-4-04-631920-3 |
| 7    | 少年探偵 響（7） 名探偵AIと推理勝負!?の巻       | 2020年10月14日 | 978-4-04-631923-4 |
| 8    | 少年探偵 響（8） 無人島の不可能ミステリー!?の巻 | 2021年11月10日 | 978-4-04-632104-6 |

#### 探偵七音はあきらめない
本作の挿絵は、しゅーのキャラクターデザインのもと、ななミツが担当する。
| 作数 | 書名                   | 初版発行日     | ISBN              |
| ---- | ---------------------- | -------------- | ----------------- |
| 1    | 探偵七音はあきらめない | 2023年12月13日 | 978-4-04-632281-4 |
| 2    | 探偵七音はためらわない | 2024年6月12日  | 978-4-04-632296-8 |

#### 怪盗レッド THE FIRST
下表の作品は全て角川つばさ文庫外から刊行されている（B6判単行本）。
| 作数 | 書名                                            | 初版発行日    | ISBN              |
| ---- | ----------------------------------------------- | ------------- | ----------------- |
| 1    | 怪盗レッド THE FIRST ここから、すべては始まった | 2020年3月15日 | 978-4-04-108766-4 |
| 2    | 怪盗レッド THE FIRST 誰のために、戦うか？       | 2021年4月5日  | 978-4-04-110165-0 |

#### 怪盗ファンタジスタ
下表の作品は全て角川つばさ文庫外から刊行されている（四六判単行本）。本シリーズの挿絵は、晴野しゅーではなく丹地陽子が担当する。
| 作数 | 書名                                      | 初版発行日    | ISBN              |
| ---- | ----------------------------------------- | ------------- | ----------------- |
| 1    | 怪盗ファンタジスタ 黄金の翼は、もがれない | 2023年6月14日 | 978-4-04-113638-6 |

### 関連作品
コミカライズ
南条アキマサの作画により『別冊キャラぱふぇコミック』Vol.11 - Vol.15に掲載。
短編
| 作品名                           | 所収                            | 初版発行日    | ISBN              |
| -------------------------------- | ------------------------------- | ------------- | ----------------- |
| バレンタインチョコはおおさわぎ！ | おもしろい話、集めました。（2） | 2014年7月15日 | 978-4-04-631412-3 |

コラボ作品
| 書名                                         | 初版発行日    | ISBN              |
| -------------------------------------------- | ------------- | ----------------- |
| ぼくら×怪盗レッド ＶＲパークで危機一髪!?の巻 | 2019年1月15日 | 978-4-04-631863-3 |